# Carlos Lage Dávila
Carlos Aurelio Lage Dávila (* 15. Oktober 1951 in Havanna) ist ein kubanischer Mediziner und Politiker. Er ist Kinderarzt und war von Anfang der 1990er Jahre bis zu seiner Amtsenthebung 2009 eine der wichtigen Leitungspersönlichkeiten der kubanischen Regierung.

## Politische Karriere
1969 begann der Arztsohn mit dem Studium der Medizin an der medizinischen Fakultät "Victoria de Girón". Nach dem Studium ging er als Kinderarzt nach Äthiopien und war dort Leiter der kubanischen Ärztegruppe. Er nahm als Delegierter an den X., XI. und XII. Weltfestspielen teil. Von 1976 bis 2009 war er Mitglied des kubanischen Parlaments Asamblea Nacional del Poder Popular und von 1980 bis 2009 Mitglied des Zentralkomitees der Kommunistischen Partei Kubas. Er war zwischen 1981 und 1986 Erster Sekretär des Kommunistischen Jugendverbandes Kubas (UJC – Unión de Jóvenes Comunistas).
Seit 1987 gehörte Lage zu den vier Mitgliedern der Koordinations- und Unterstützungsgruppe Fidel Castros. Mit der Wirtschaftskrise von 1993 übernahm er die Leitung der Umgestaltung der kubanischen Wirtschaft mit dem Ziel einer Anpassung an die neuen Erfordernisse des Weltmarktes, die durch den Wegfall der Handelsbeziehungen mit den Ländern des Rates für gegenseitige Wirtschaftshilfe (RGW) entstanden sind und besetzte den Posten des Vizepräsidenten des Staatsrates.
Carlos Lage war daneben Sekretär des Exekutivkomitees des Ministerrates und Mitglied des Politbüros der Kommunistischen Partei Kubas (PCC). Lage galt als absolut loyal zum Staatschef Fidel Castro, jedoch nicht als unterwürfig. Auch seine beiden Söhne, Carlos und César Lage Codorniú, waren als Vorsitzender des offiziellen kubanischen Studentenbundes (Federación de Estudiantes Universitarios) bzw. FEU-Vorsitzender an der Elitehochschule UCI jeweils hohe Nachwuchsfunktionäre des kommunistischen Staates.
Lage gilt als einer der wesentlichen Architekten der neuen Wirtschaftspolitik nach dem Zusammenbruch der Sowjetunion. Er zeichnete unter anderem mitverantwortlich für die Einführung des US-Dollars als Zweitwährung in Kuba und für den Aufbau der Tourismusindustrie. Des Weiteren vertrat er als Vertrauter Fidel Castros den Regierungschef auf wichtigen Auslandsreisen. Das Verhältnis zu Raúl Castro galt dagegen als schwieriger. Zwar sind beide ähnlich pragmatisch veranlagt, jedoch waren sie eher Rivalen denn Freunde. Nach einem Korruptionsskandal im kubanischen Tourismusunternehmen Cubanacán Ende 2003 wurde dessen Chef beurlaubt. Auch der damalige Minister für Tourismus wurde entlassen und durch einen Militär und Vertrauten des damaligen Verteidigungsministers Raúl Castro ersetzt, womit die Armee die Kontrolle über einen wesentlichen Wirtschaftszweig übernahm. Lages Kompetenzen dagegen wurden gestutzt. In der Folge wurde Lage mit der Stabilisierung des Energiesektors betraut. In den Jahren 2004 und 2005 war die Energieversorgung in Kuba extrem instabil. Es kam insbesondere im heißen Sommer zu häufigen Stromabschaltungen, sodass weder Klimaanlagen noch Ventilatoren funktionierten. Mit der 2006 ausgerufenen „Energierevolution“ (Revolución Energética) ließ sich die Lage stabilisieren.

## Ende der politischen Laufbahn
Im Rahmen einer größeren Regierungsumbildung durch Staats- und Regierungschef Raúl Castro wurde Lage, der zeitweise sogar als möglicher Nachfolger Fidel Castros gehandelt worden war,  am 2. März 2009 seines Postens im Ministerrat enthoben. Einen Tag später trat er von allen politischen Ämtern im Staatsrat, im Politbüro der PCC und als Abgeordneter zurück. Lage und der gleichzeitig vom Amt des Außenministers abberufene Felipe Pérez Roque erkannten in ähnlich lautenden Briefen an Raúl Castro an, Fehler gemacht zu haben. Zuvor bemerkte der erkrankte Ex-Staatschef Fidel Castro, einige der entlassenen Minister seien vom „Honig der Macht“ vergiftet gewesen. „Der äußere Feind verband gewisse Illusionen mit ihnen“, schrieb er, ohne konkretere Angaben zu machen. Laut einem Artikel der New York Times wurden bei einer Hausdurchsuchung von Conrado Hernández, des Handelsvertreters der baskischen Regionalregierung, heimlich mitgeschnittene, möglicherweise für den spanischen Geheimdienst bestimmte Aufnahmen gefunden, in denen Lage und Pérez Roque, die sich auf Hernández' Bauernhof regelmäßig zu Partys trafen, vulgäre Witze über Fidel und Raúl Castro sowie Vizepräsident José Ramón Machado Ventura gerissen hätten. Im Sommer 2009 wurde ausschließlich Parteimitgliedern im ganzen Land eine rund dreistündige Video-Dokumentation vorgeführt, die die Verfehlungen der Entlassenen und ihre Beurteilung durch das Politbüro unter Führung von Staatspräsident Raúl Castro darstellt.
Lage wurde durch Brigadegeneral José Amado Ricardo Guerra ersetzt, einen Vertrauten von Raúl Castro aus den Streitkräften. Seit dem Ende seiner Politikerkarriere lebt Lage abgeschirmt von der Öffentlichkeit und den Medien und arbeitete seit Sommer 2009 wieder im staatlichen Gesundheitssystem. Im Mai 2016 berichtete das unabhängige kubanische Internetportal 14ymedio unter Berufung auf Arbeitskollegen, Lage sei nach dem Durchlaufen verschiedener kleinerer Verwaltungsposten in der Abteilung für Hygiene und Epidemiologie einer Poliklinik im Stadtteil Plaza von Havanna beschäftigt.